# Glock
Una pistola Glock, o simplement una Glock, és el nom amb que es coneix una sèrie de pistoles semiautomàtiques dissenyades i fabricades per Glock Ges.mbH, a Deutsch-Wagram, Àustria. El fundador de l'empresa, l'enginyer Gaston Glock, no tenia experiència amb el disseny i la fabricació d'armes en el moment de llançar al mercat la seva primera pistola, la Glock 17. No obstant això, tenia experiència en polímers sintètics avançats, que era essencial per a la producció de la primera sèrie de pistoles de bastidor de polímer. Glock també va introduir la nitrocarburació ferrítica a les armes com a tractament superficial anticorrosió per a peces metàl·liques.
Malgrat la reticència inicial del mercat a introduir una "pistola de plàstic" a causa de les preocupacions sobre la durabilitat i la fiabilitat, les pistoles Glock s'han convertit en els productes de més rendiment de la companyia, amb el 65% del mercat de pistoles de força de la policia federal dels EUA, així com moltes altres forces armades i policials arreu del món.

## Història
El fundador i enginyer en cap de l'empresa, Gaston Glock (1929–2023), no tenia experiència amb el disseny ni la fabricació d'armes de foc en el moment de la seva primera pistola, la Glock. 17, s'estava fent un prototip. Glock tenia una àmplia experiència en polímers sintètics avançats, que va ser fonamental en el disseny de la companyia de la primera línia de pistoles amb èxit comercial amb un marc de polímer. Glock va introduir la nitrocarburació ferrítica a la indústria de les armes de foc com a tractament de superfície anticorrosió per a peces metàl·liques d'armes.

## Desenvolupament
El 1980, les Forces Armades austríaques van anunciar que buscarien licitacions per a una nova pistola de servei moderna per substituir les seves pistoles Walther P38 de l'època de la Segona Guerra Mundial.  El Ministeri Federal de Defensa d'Àustria va formular una llista de 17 criteris per a la pistola de servei de nova generació, inclosos els requisits que es carregaria automàticament ; disparar la ronda Parabellum estàndard de 9 × 19 mm de l'OTAN ; les revistes no havien de requerir cap mitjà d'assistència per a la càrrega; estar segur contra descàrregues accidentals per cops, cops i caigudes des d'una alçada de 2 m (6 ft 7 in) sobre una placa d'acer.  Després de disparar 15.000 cartutxos de munició estàndard, s'havia d'inspeccionar el desgast de la pistola. Aleshores, la pistola s'havia d'utilitzar per disparar un cartutx de prova de sobrepressió que generava 5,000 bar (500 MPa; 73,000 psi). La pressió de funcionament màxima normal (P max ) per al 9 mm OTAN és 2,520 bar (252 MPa; 36,500 psi).

## Evolució
L'any 1991 es va modificar la molla de retrocés de dues peces a una i es van fer canvis menors al carregador.

### Primera generació
Les pistoles Glock de primera generació (Gen 1) es reconeixen sobretot per la seva adherència més suau "acabat de còdols" i els marcs sense ranura dels dits. El patró i el disseny del marc Gen 1 va ser utilitzat per Glock des del 1982 fins al 1988 i és anterior als patrons d'adherència a quadres utilitzats a la segona generació de pistoles Glock. La primera Glock Els 17 importats als EUA es van serialitzar amb un alfanumèric (prefix de dues lletres seguit de tres números) estampat a la diapositiva, el canó i una petita placa metàl·lica inserida a la part inferior del marc de polímer. La primera Glock documentada Els 17 (per número de sèrie) importats als EUA eren de l'AF000 sèrie el gener de 1986, seguida de AH000, AK000 i AL000. Aquests primers Glock (Gen 1) pistoles (prefix del número de sèrie AF a AM) també es van fabricar amb un barril que tenia un diàmetre total més petit i parets de forat més fines, més tard coneguts com "canons de llapis". Els canons es van redissenyar més tard amb parets més gruixudes, i la fabricació va continuar evolucionant i millorant el disseny de les Glock.
Moltes de les Glock de primera generació es van enviar i vendre a les emblemàtiques caixes de plàstic d'estil " Tupperware ". Les primeres caixes Glock tenien compartiments d'emmagatzematge de municions que permetien emmagatzemar 17 cartutxos de 9 mm amb la pistola. Aquest disseny de caixa va ser modificat més tard per Glock per complir amb els requisits d'importació de BATF, i es van eliminar els compartiments d'emmagatzematge de municions.

### Segona generació
Una primera ronda de modificacions, l'any 1988, va afegir un quadrat a la part davantera i posterior de l'empunyadura, i una placa metàl·lica amb el número de sèrie davant del gatet, segons les normes de BATFE. Es va anomenar informalment "segona generació".

### Tercera generació
A finals de la dècada de 1990 s'hi va afegir una peça lliscant sota el morrió per connectar llums o punters làser. Es va afegir un suport per als dits als dos costats i ranures per als dits a la part davantera de l'empunyadura. Es va anomenar informalment la "tercera generació (inicial)".
Més tard es van fer altres canvis, com ara un extractor modificat (amb la funció addicional d'indicar si la cambra està carregada) i un passador afegit per sobre del disparador per augmentar la solidesa. Es va anomenar informalment la "tercera (última) generació".

### Quarta generació
Presentat l'any 2010 al SHOT Show, consisteix en canvis principalment en l'aspecte ergonòmic i en la molla de retrocés. Les armes de quarta generació no tenen intercanviabilitat total de peces amb models anteriors.

### Cinquena generació
L'agost de 2017, Glock va presentar la "cinquena generació" o "Gen 5". La nova generació es basa en l'ergonomia i la fiabilitat millorada. Moltes parts de les pistoles Glock de cinquena generació no es poden intercanviar amb les de generacions anteriors.

## Models
| Nómero del model | Cartutx              | Llargària total | Llargària canó | Capacitat carregador | Capacitat carregador | Pes (carregada) | Categoria   |  |
| Nómero del model | Cartutx              | (mm)            | (mm)           | Estàndard            | Opcional             | (g)             | Categoria   |  |
| ---------------- | -------------------- | --------------- | -------------- | -------------------- | -------------------- | --------------- | ----------- |  |
| 17**, 17C        | 9 x 19 mm Parabellum | 186             | 114            | 17                   | 10, 19, 33           | 625             | Standard    |  |
| 17L              | 9 x 19 mm Parabellum | 225             | 153            | 17                   | 10, 19, 33           | 670             | Long Slide  |  |
| 18, 18C          | 9 x 19 mm Parabellum | 185             | 114            | 33                   | 10, 17, 19           | 620             | Standard    |  |
| 19**, 19C*       | 9 x 19 mm Parabellum | 174             | 102            | 15                   | 10, 17, 19, 33       | 595             | Compact     |  |
| 20*, 20C, 20SF   | 10 mm Auto           | 193             | 117            | 15                   | 10                   | 785             | Standard    |  |
| 21*, 21C*, 21SF  | .45 ACP              | 193             | 117            | 13                   | 10                   | 745             | Standard    |  |
| 22**, 22C        | .40 S&amp;W          | 186             | 114            | 15                   | 10, 17, 22           | 650             | Standard    |  |
| 23**, 23C        | .40 S&amp;W          | 174             | 102            | 13                   | 10, 15, 17, 22       | 600             | Compact     |  |
| 24, 24C          | .40 S&amp;W          | 225             | 153            | 15                   | 10, 17, 22           | 757             | Long Slide  |  |
| 25               | .380 ACP             | 174             | 102            | 15                   | 17, 19               | 570             | Compact     |  |
| 26**             | 9 x 19 mm            | 160             | 88             | 10                   | 12, 15, 17, 19, 33   | 560             | Subcompact  |  |
| 27**             | .40 S&W              | 160             | 88             | 9                    | 11, 13, 15, 17, 22   | 560             | Subcompact  |  |
| 28               | .380 ACP             | 160             | 88             | 10                   | 12, 15, 17, 19       | 529             | Subcompact  |  |
| 29*, 29SF        | 10 mm Auto           | 172             | 96             | 10                   | 15                   | 700             | Subcompact  |  |
| 30*, 30SF        | .45 ACP              | 172             | 96             | 10                   | 9, 13                | 680             | Subcompact  |  |
| 31*, 31C*        | .357 SIG             | 186             | 114            | 15                   | 10, 17               | 660             | Standard    |  |
| 32*, 32C         | .357 SIG             | 174             | 102            | 13                   | 10, 15, 17           | 610             | Compact     |  |
| 33*              | .357 SIG             | 165             | 87             | 9                    | 10, 13, 14, 15, 16   | 560             | Subcompact  |  |
| 34**             | 9 x 19 mm            | 207             | 135            | 17                   | 19, 33               | 650             | Competition |  |
| 35*              | .40 S&W              | 207             | 135            | 15                   | 10, 17               | 695             | Competition |  |
| 36               | .45 ACP              | 172             | 96             | 6                    | -                    | 570             | Subcompact  |  |
| 37*              | .45 GAP              | 186             | 116            | 10                   | -                    | 735             | Standard    |  |
| 38               | .45 GAP              | 174             | 102            | 8                    | 10                   | 685             | Compact     |  |
| 39               | .45 GAP              | 160             | 88             | 6                    | 8, 10                | 548             | Subcompact  |  |
| 40*              | 10 mm Auto           | 241             | 153            | 15                   | -                    | 1005            | Long Slide  |  |
| 41*              | .45 ACP              | 222             | 135            | 13                   | 10                   | 775             | Competition |  |
| 42               | .380 ACP             | 151             | 82,5           | 6                    | -                    | 345             | Slimline    |  |
| 43               | 9 x 19 mm            | 159             | 86,5           | 6                    | -                    | 460             | Slimline    |  |
| 44               | .22 LR               | 185             | 102            | 10                   | -                    | 415             | Compact     |  |
| 45**             | 9 × 21 mm            | 189             | 102            | 17                   | 19                   | 616             | Crossover   |  |
| 48               | 9 x 19 mm            | 185             | 106            | 10                   | -                    | 588             | Slimline    |  |
|                  |                      |                 |                |                      |                      |                 |             |  |

## Galeria

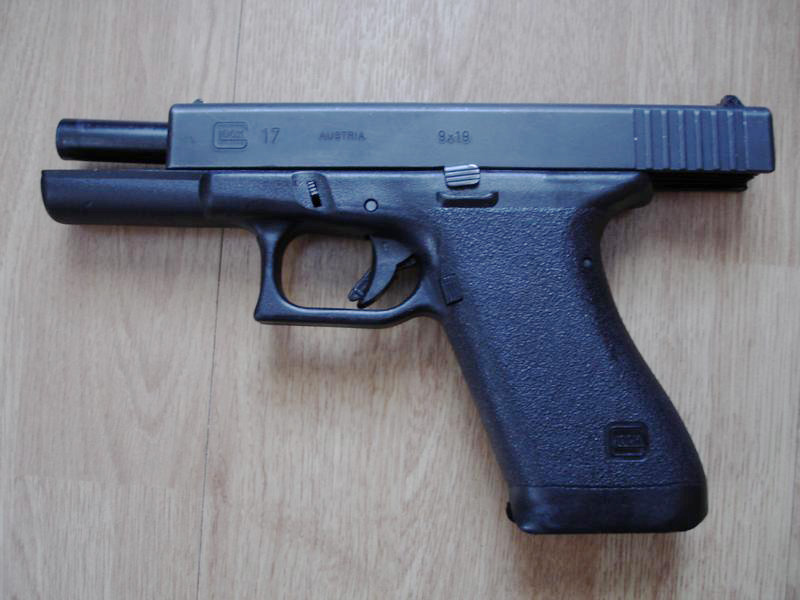
Una Glock 17 primera generació, cal remarcar el canó inclinat cap amunt
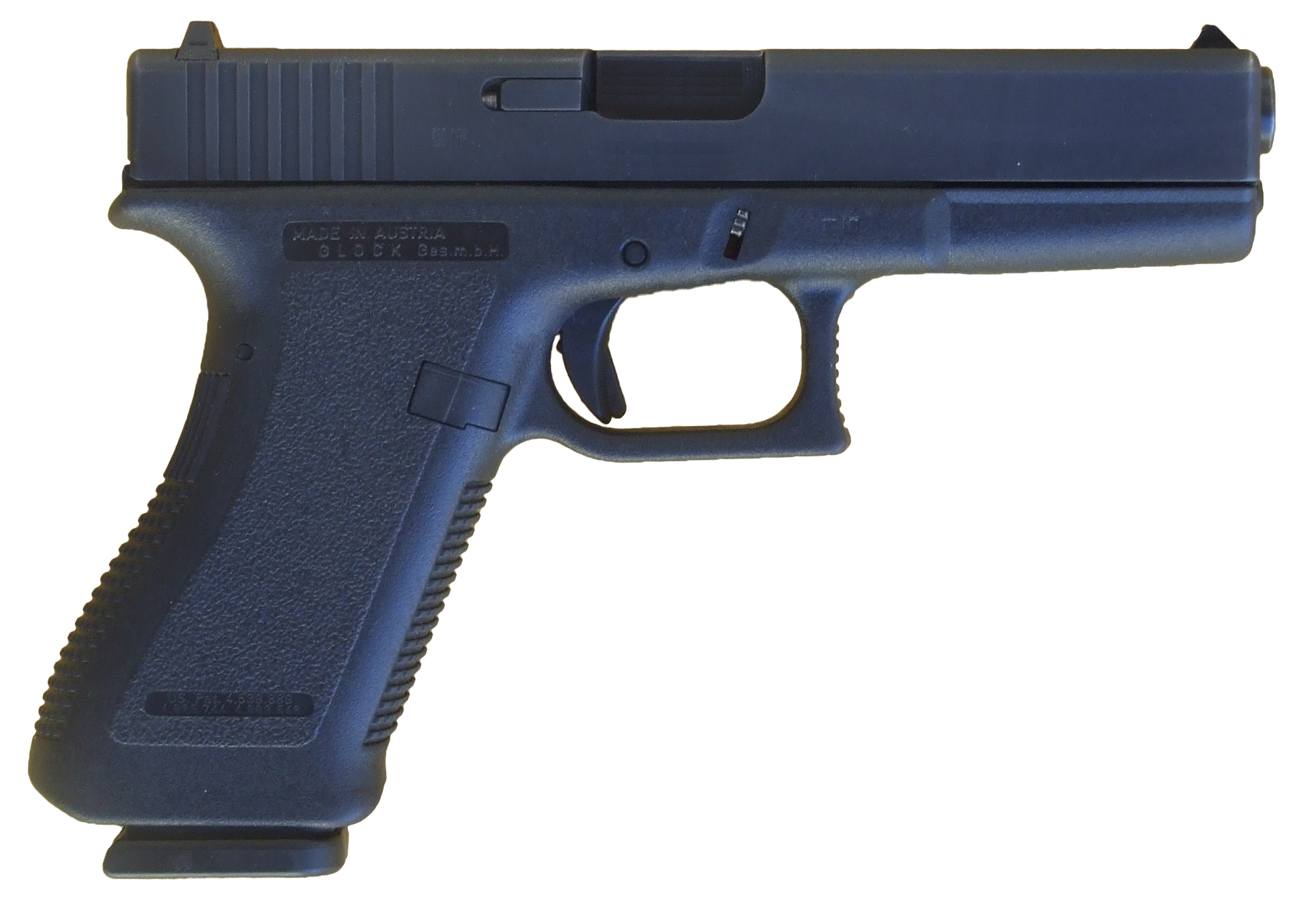
Una Glock 17 de la mateixa generació, cal remarcar l'angle de l'empunyadura
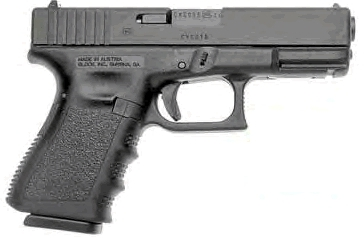
Una Glock 19 tercera generació cal remarcar els solcs per als dits
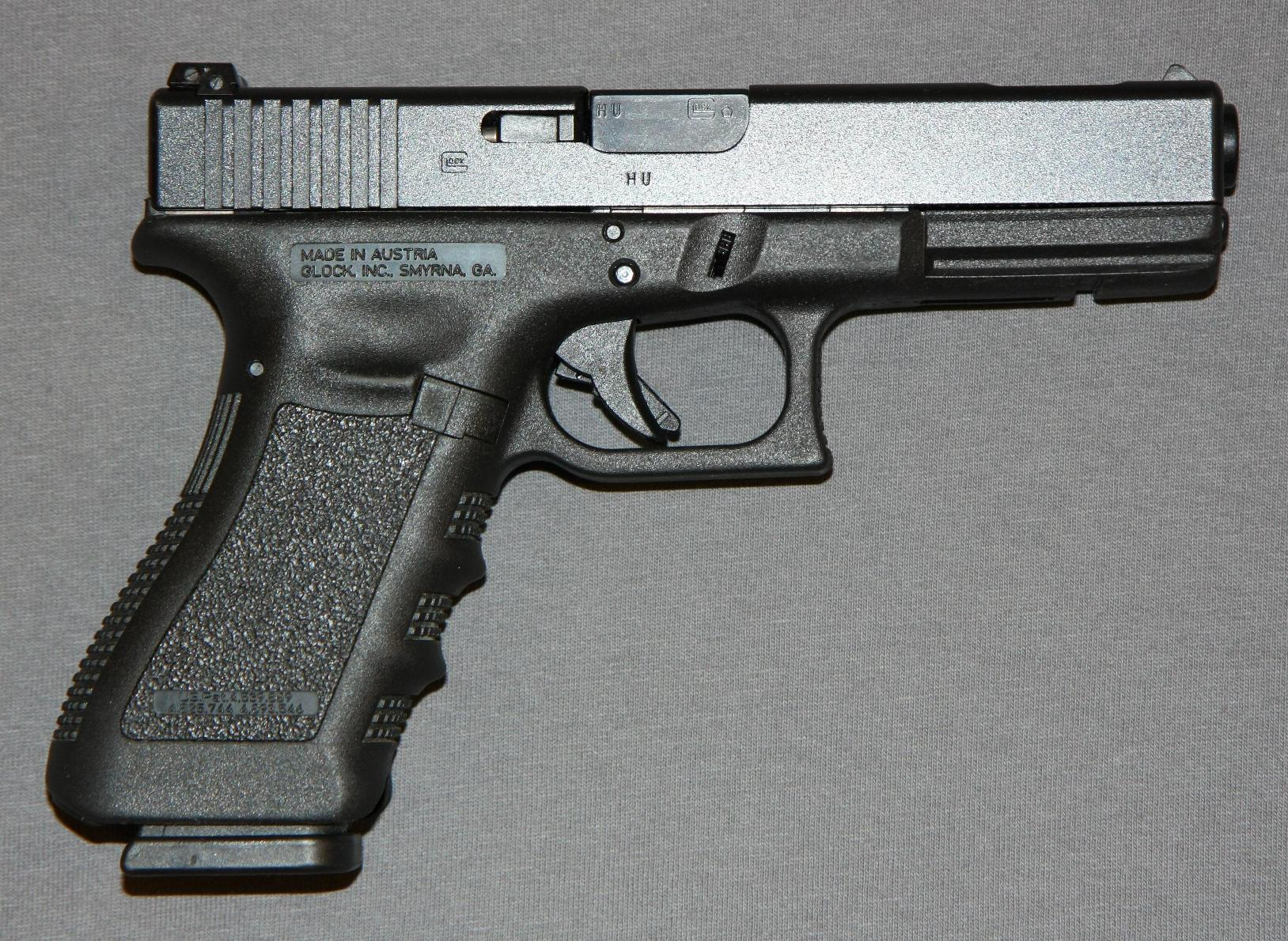
Una Glock 17C tercera generació, cal remarcar el segon pin per sobre del disparador
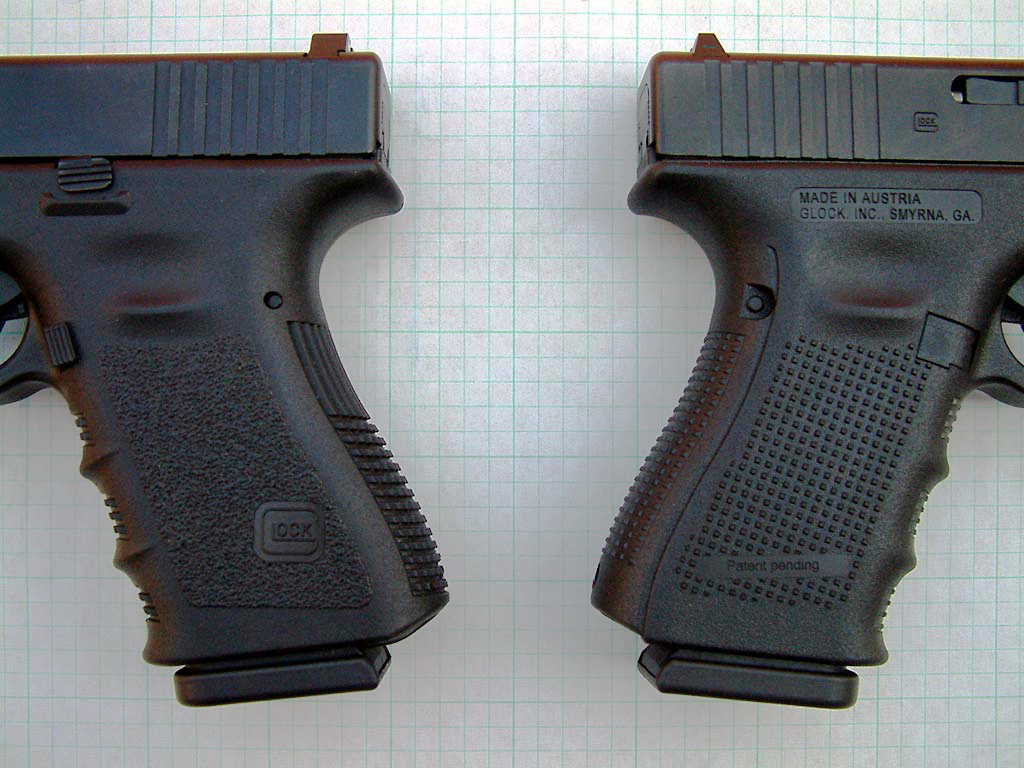
Diferència entre les culates Glock, una tercera generació (esquerra) i una quarta generació (dreta)